# 洋里站
洋里站（福州話：/yoŋ˧˧ nie˧˧/）位于中华人民共和国福建省福州市晋安区六一佳园东侧、洋里新苑西侧的福马路中，为福州地铁2号线的地铁车站，是其东端终点站，亦是福州地铁首座启用的侧式站台车站，于2019年4月26日启用。

## 车站结构
洋里站为地下一层局部二层车站，车站地下一层东西两侧各设有一个站厅与一个侧式站台；地下二层设有两条相互隔离的过轨通道，分别供付费区与非付费区使用。
| 地面层   | 出入口                               |  | 出入口               |
| 地下一层 | 东站厅                               |  | 票务服务、自动售票机 |
| 地下一层 | 侧式站台，列车运行方向右侧的车门开启 |  |                      |
| 地下一层 | 1                                    |  | 2号线 往苏洋（鼓山） |
| 地下一层 | 2                                    |  | 2号线 终点站         |
| 地下一层 | 侧式站台，列车运行方向右侧的车门开启 |  |                      |
| 地下一层 | 西站厅                               |  | 票务服务、自动售票机 |
| 地下二层 | 过轨通道                             |  | 过轨通道             |

### 出入口与周边
洋里站设置4个出入口，目前已全部开放，无障碍电梯位于A和B出入口。
| 洋里站出入口信息            | 洋里站出入口信息 | 洋里站出入口信息 | 洋里站出入口信息 |
| --------------------------- | ---------------- | ---------------- | ---------------- |
|                             |                  |                  |                  |
| 编号                        | 设施             | 位置             | 接驳交通         |
| 出口 · A                    |                  | 福马路东侧       | 洋里             |
| 出口 · B                    |                  | 福马路西侧       | 洋里             |
| 出口 · C                    |                  | 福马路西侧       |                  |
| 出口 · D                    |                  | 福马路东侧       |                  |
| 注： 设有电梯 \| 设有卫生间 |                  |                  |                  |

## 历史
- 2017年2月28日，洋里站开始施工。[5]
- 2018年7月25日，洋里站主体结构封顶。[6]
- 2019年4月26日，洋里站启用。[3]